# Place Jean-Bart
Pour les articles homonymes, voir Jean Bart (homonymie).
La place Jean-Bart est un espace public urbain de la commune de Dunkerque dans le département français du Nord.

## Histoire
Benjamin Morel, conseiller municipal et négociant à Dunkerque, ancien député, suggère à la municipalité de Dunkerque d'élever une statue à Jean Bart. La ville forme une commission pour étudier le projet et désigne Benjamin Morel pour la présider en 1838. Il contacte Pierre-Jean David d'Angers qui faisait partie de ses connaissances. Après deux refus initiaux, celui-ci accepte. Il refuse toute indemnité pour ce travail « heureux de consacrer son temps à la grande figure historique de Jean Bart ». L'architecte Lebas offre quant à lui son concours gratuit pour les dessins du piédestal. David d'Angers effectue son travail avec la pensée suivante :

« J'ai voulu indiquer, par le mouvement général de la figure, que Jean Bart arrive à l'abordage, et appelle ses soldats par un geste qui peut être vu de tout son monde. »

La ville n'ayant pas les moyens financiers de payer ni la main d'œuvre, ni la matière d'œuvre (le bronze de la statue, les pierres du socle), la commission chargée du projet, sur une suggestion du sculpteur lance une souscription publique pour récolter les fonds nécessaires. 33 000 francs sont ainsi rassemblés en deux ans, dont 6000 provenant du gouvernement et 2000 du département. La réalisation peut avoir lieu.
Le dimanche 7 septembre 1845, la statue est inaugurée sur la place, ce qui donne lieu à une grande fête pendant deux jours. David d'Angers, absent lors de l'inauguration, vient à Dunkerque le 24 septembre pour quelques jours, où il est accueilli avec joie et reconnaissance; les honneurs lui sont rendus par la ville, il est emmené en cortège le lendemain sur la place où une ovation du public s'élève, il est fait citoyen de Dunkerque, et en 1848, son nom est donné à une rue de Dunkerque,.
Le samedi 12 septembre 2015, la statue de Jean Bart est représentée au public après restauration.

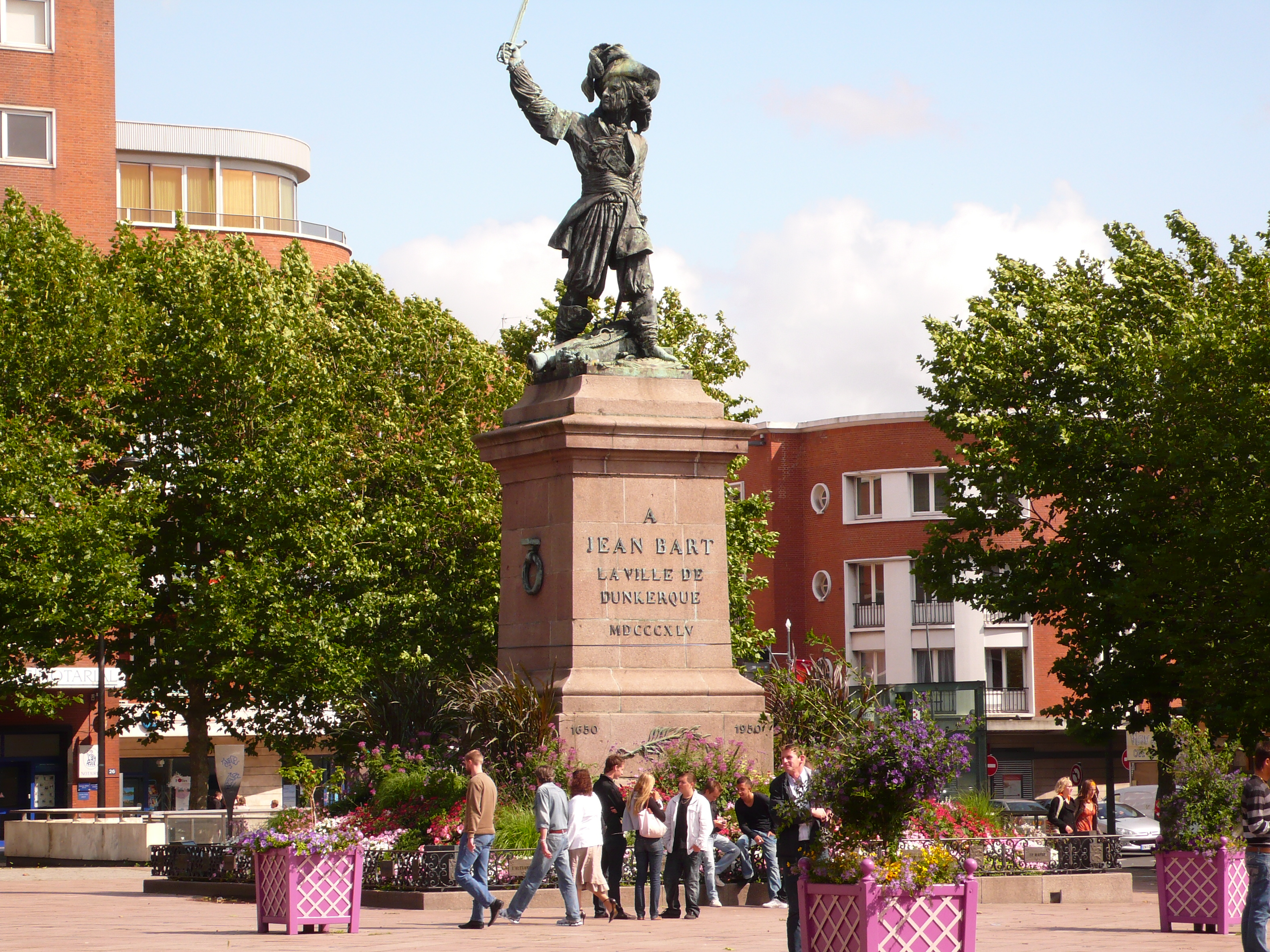
Place Jean Bart

## Description

### Dénomination
Jusqu'à l'inauguration de la statue en 1845, la place s'appelait « place Royale ». Après, elle changea de nom pour s'appeler « place Jean-Bart ».

## Architecture et monuments
La place comporte vers son milieu une statue en pied du corsaire Jean Bart. Elle est l'œuvre de Pierre-Jean David d'Angers, également appelé David d'Angers.

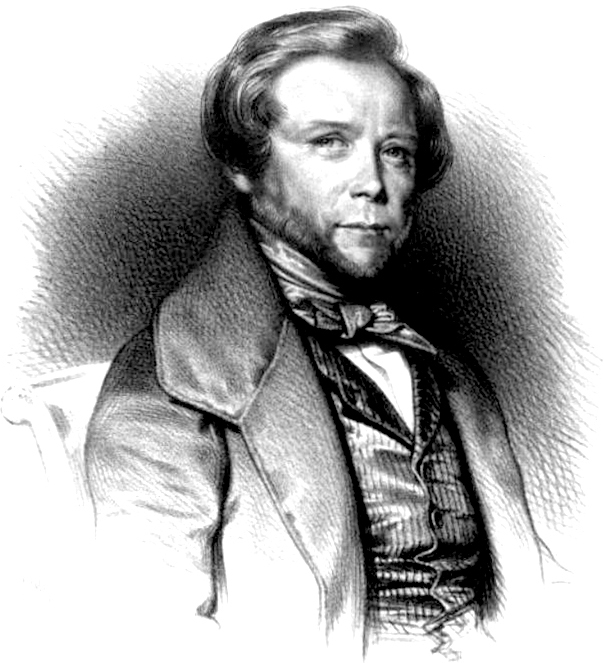
Portrait de David D'Angers